# 李小新
李小新（1962年10月—），女，湖南岳阳人，中华人民共和国政治人物。

## 生平
1983年毕业于湖南农学院，毕业后历任湖南省汨罗县科长，湖南省委组织部主任科员、副处长、正处级组织员。
2002年10月，到中共中央组织部工作，历任中共中央组织部干部一局青年干部处处长、党建研究所副主编、组织局副局长、组织二局局长、组织一局局长、部务委员（副部长级）。2020年8月，升任中共中央组织部副部长。2022年4月，接替周祖翼任中央机构编制委员会办公室主任。
2022年10月22日，当选为中国共产党第二十届中央委员会委员。